# Tsjornoliscultuur
De Tsjornoliscultuur (Oekraïens: Чорноліська культура) is een ijzertijdcultuur van ca. 1025-700 v.Chr. vernoemd naar de streek Tsjorny lis (Чорний ліс, "Zwarte woud") in de oblast Kirovohrad van Oekraïne.
De cultuur was gelegen in de bossteppe tussen de Dnjestr en de Dnjepr-rivieren. Deze locatie komt overeen met waar Herodotus later zijn "Scythische landbouwers" plaatste. 
Verschillende onderzoekers vermoeden er een vroege Slavische cultuur. 

## Cultuur
De Tsjornoliscultuur omvat zowel onversterkte dorpen als versterkte nederzettingen omringd door meerdere wallen en grachten. 
Een nederzetting in de buurt van Soebotova (oblast Tsjerkasy) was een belangrijk centrum van bronsproductie van de cultuur. Een versterking op de Tjasmin-heuvel wordt als voorbeeld van een klassiek Tsjornolisfort beschouwd. Deze bestaat uit een lemen wal van 12 x 1 m, aan de voet waarvan de verkoolde resten van houten vestingwerken werden gevonden. Deze waren geconstrueerd uit balkenkisten verbonden door palissades. Aan de buitenzijde bevond zich een greppel met een breedte van 9 m en een diepte van 4 m. Aan de overkant van de rivier werden de toegangen tot het fort 
verdedigd met een andere gracht en wal. In het dal van Tjasmin werden een groot aantal Tsjornolisnederzettingen gevonden. De meeste van hen vertonen eenzelfde ronde verdedigingsgordel met diameters van 40 tot 100 m. Binnen de muren vond men de resten van in de grond verdiepte woningen van substantiële omvang, ± 10 x 6 meter. 
De dorpen konden een gebied van tot 10 hectare in beslag nemen. Het dorp Matsjoecha bij Poltava bestond uit 22 huizen, gerangschikt in een cirkel met een diameter van 250-300 m. Men verbouwde tarwe, gerst en gierst en rundvee, paarden en varkens werden gehouden.

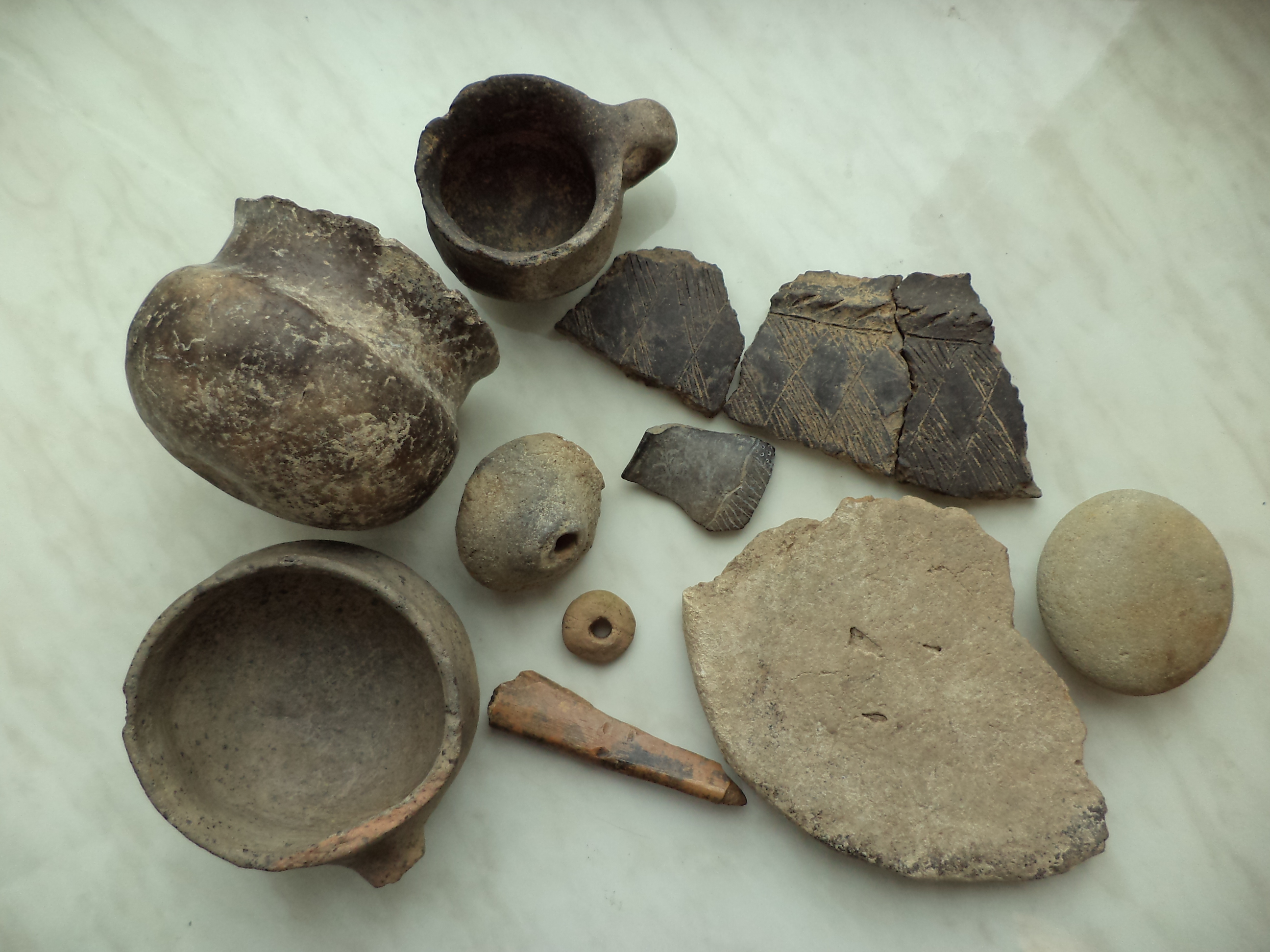
karakteristiek aardewerk

In de nederzettingen gevonden artefacten omvatten stenen en bronzen bijlen, landbouwwerktuigen van brons, zelden van ijzer, en bronzen ornamenten. De bronzen artefacten tonen intensieve contacten met Scythische nomaden.
Het aardewerk is niet bijzonder verfijnd, het werd gepolijst of bedekt met kwartsgruis. Men vindt echter ook zorgvuldig gevormde peervormige vazen met een hoge hals en een smalle basis, goed gebakken en versierd met groeven, ingelegd, ingekerfd of met uitsteeksels welke lijken op producten uit het Thracische Bessarabië. 
Samen leveren de gevonden artefacten bewijs van contacten met de lokale cultuur van Thracië, de Scythen en de Griekse kolonies aan de Zwarte Zeekust.

## Geschiedenis
De Tsjornoliscultuur kwam voort uit de Belogroedov- en Komarovculturen, maar met een duidelijke invloed van de cultuur van de Pontische Scythen. De Komarovcultuur, op haar beurt, was een lokale variant van de touwbekercultuur, en lag onder invloed van Centraal-Europese culturen. 
De klassieke Tsjornolisperiode eindigde ca. 500 v.Chr., waarna een vereenvoudiging van de materiële cultuur optreedt. Dit wordt opgevat als een verarming van de bos-steppe gemeenschappen door de politieke overheersing van de Scythen. In deze laatste fase ziet men een toename van de versterkte nederzettingen met aarden wallen, grachten en houten muren, misschien als defensieve maatregel tegen de nomaden. Ondanks deze moeilijkheden werd de bebouwingsdichtheid zelfs groter, en de sociaal-culturele tradities werden voortgezet.
Vanaf 200 v.Chr. werd de cultuur overspoeld door de Sarmaten, en vanaf de 2e eeuw na Chr. werd het deel van de Gotische Tsjernjachivcultuur.